# AS樹脂
AS樹脂（エーエスじゅし、英: AS resin）とは合成樹脂の一種で、アクリロニトリル (Acrylonitrile)、スチレン (Styrene) のコポリマー（共重合化合物）である。ASは原料の頭文字に由来する。海外ではスチレンアクリロニトリルコポリマー (Styrene AcryloNitrile copolymer) でSANと略される。
ポリスチレンと同様、透明な非晶性のプラスチックである。ABS樹脂の様に剛性や耐衝撃性でポリスチレンよりも優れているが、通常品は熱変形温度はポリスチレンと同程度である。熱に弱いが加工しやすいので、日用品や家具類として汎用される。また、ガラス繊維と組み合わされてエンジニアリングプラスチックとして利用される場合もある。